# Crotalus transversus
Crotalus transversus là một loài rắn trong họ Rắn lục. Loài này được Taylor mô tả khoa học đầu tiên năm 1944.